# Эпштейн, Роб
Роб Эпштейн (англ. Rob Epstein; род. 6 апреля 1955, Нью-Джерси, США) — американский режиссёр, продюсер, писатель и редактор. Он является обладателем двух премий «Оскар» за лучший документальный фильм за фильмы «Времена Харви Милка» и «Общие темы: история из одеяла».

## Фильмография
- «Слово есть выход: Истории некоторых из нашей жизни[англ.]» — режиссёр (1978)
- «Времена Харви Милка» — режиссёр, продюсер, монтажёр (1984)
- «Показать СПИД[англ.]» — режиссёр, продюсер (1986)
- «Общие темы: история из одеяла[англ.]» — режиссёр, продюсер, сценарист (1989)
- «Где мы находимся? Наше путешествие по Америке» — режиссёр, продюсер (1989)
- «Целлулоидный шкаф» — режиссёр, продюсер, сценарист (1995)
- «Параграф 175» — режиссёр, продюсер (2000)
- «Подземные Зеро» (сегмент «Рэп Исайи») — режиссёр (2002)
- «Преступление и наказание[англ.]» (сериал) — режиссёр, продюсер (2002)
- «Вечер с Эдди Гомес» — режиссёр (2005)
- «Десять дней, которые неожиданно изменили Америку[англ.]» — режиссёр (2006)
- «Вопль» — режиссёр, сценарист (2010)
- «Лавлейс» — режиссёр (2013)